# گیووژخا
گیووژخا (به لاتین: Giełozicha) یک روستا در لهستان است که در گمینا یانوو (استان پودلاسکی) واقع شده‌است.